# Cattedrale di Santa Maria (Glasgow)
La cattedrale di Santa Maria è il principale edificio di culto della Diocesi di  Glasgow e Galloway della Chiesa episcopale scozzese.

## Storia
L'edificio fu inaugurato il 9 novembre 1871 come chiesa episcopale di Santa Maria e fu completato nel 1893 quando fu completata la guglia. L'architetto era Sir Gilbert Scott. Fu elevata allo status di cattedrale nel 1908. L'altezza totale della cattedrale è di 63 metri.